# Centromochlus heckelii
Centromochlus heckelii är en fiskart som först beskrevs av De Filippi, 1853.  Centromochlus heckelii ingår i släktet Centromochlus och familjen Auchenipteridae. Inga underarter finns listade i Catalogue of Life.